# Supachai Komsilp
Supachai Komsilp (en tailandés: ศุภชัย คมศิลป์; provincia de Surat Thani, Tailandia, 18 de febrero de 1980) es un exfutbolista y entrenador de fútbol tailandés que jugaba en la posición de defensa.

## Carrera

### Club
| Periodo   | Club               |
| --------- | ------------------ |
| 2002-2008 | Krung Thai Bank FC |
| 2009–2012 | Bangkok Glass FC   |
| 2013      | Chiangrai United   |
| 2014–2017 | Bangkok Glass FC   |

### Selección nacional
Jugó para Tailandia en 10 ocasiones de 2004 a 2013 y participó en la Copa Asiática 2004.

### Entrenador
| Periodo   | Club             |
| --------- | ---------------- |
| 2022      | Raj Pracha FC    |
| 2023      | BG Pathum United |
| 2023–2024 | Chanthaburi      |
| 2025–     | BG Pathum United |

## Logros
- Liga de Tailandia (2): 2003, 2004
- Queen's Cup (1): 2009
- Supercopa de Tailandia (1): 2009
- Copa de Singapur (1): 2010
- Copa de Tailandia (1): 2014